# Santoczna
Santoczna – rzeka w północno-zachodniej Polsce, prawobrzeżny dopływ Otoku o długości 25,34 km. Płynie przez powiat myśliborski, powiat gorzowski i powiat strzelecko-drezdenecki. Uchodzi do Otoku w pobliżu Górek Noteckich.